# 阪堺電気軌道121形電車
阪堺電気軌道モ121形電車（はんかいでんききどうモ121がたでんしゃ）は、阪堺電気軌道が過去に保有していた路面電車用の電車である。

## 概要
1967年に、現在の阪堺電気軌道の路線を大阪軌道線として運営していた南海電気鉄道が、木造車であったモ101形の淘汰のため、大阪市交通局から大阪市電1601形電車（1929年製造）を譲り受けて竣工した。

## 車体
車体はモ161形と同じ半鋼製で、阪堺電気軌道が過去に所有していた在来車（モ151形・モ161形・モ301形）とほぼ同じ寸法（但し車体幅は僅かに広く、1966年7月に認可申請を提出していたにもかかわらず、認可が遅れ就役が翌年にずれ込む一因となった）の半鋼製車体である。
新旧の番号対照は以下の通りであった。
- モ121←1602←1612
- モ122←1607
- モ123←1608←1637
- モ124←1611←1661
- モ125←1612←1662
- モ126←1614←1664
- モ127←1615←1665
- モ128←1620←1670
- モ129←1633←1683
- モ130←1639←1694

窓配置はD(1)4(1)D(1)7（D：客用扉、(1)：戸袋窓）で、本来は中央が両開きの3扉車であったが大阪市時代に後端扉は閉鎖済みで、外板張り替えも施工済み、と良好なコンディションであったことから譲受されたものであった。

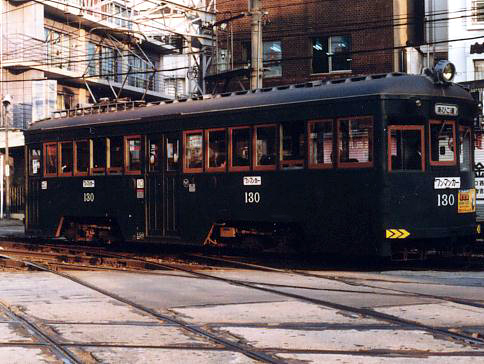
阪堺モ121形モ130号
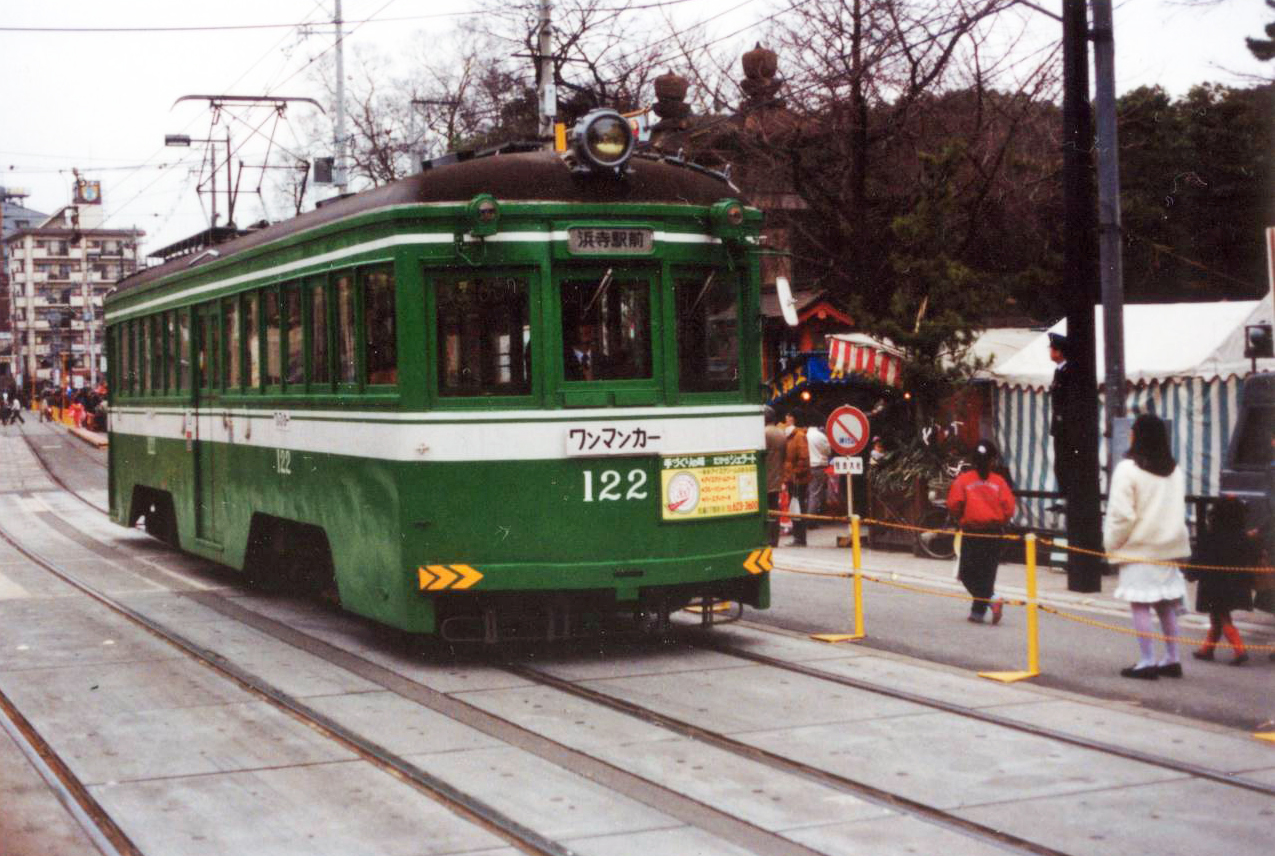
新標準色の122号

## 主要機器
譲渡当時は、直接制御で2個モーター、それも大阪市交通局内での振り替え実施により本来のスペックより劣る、SS-50（端子電圧600V時定格出力37.5kW）をBrill 77E 相当の国産台車に装備していたため、これらは高床式のモ205形の低床化に転用され、代替廃車となった4個モーター装備の木造車であるモ101形のGE-247-I（端子電圧600V時定格出力30kW）とBrill 77E1に交換された。
これに対し、主制御器は乗務員の負担軽減を目的として、間接非自動制御の三菱電機HL-44-6Aが新造された。

## 運用
30年にわたり阪堺線の主力の一翼を担い、加速性能が良く大型車体のために収容力もあり、運転士から「ボテ新（ボディだけ新車）」と呼ばれ好まれていた。
2000年にモ130（1994年4月から「トラム 130」として貸切専用に使用されていた。）が廃車となって形式消滅した。
廃車後、浜寺公園にて最後まで残存していたモ130が保存されており、また一部の車両からモ601形に制御装置、ブレーキ、営業機器が再利用されている。

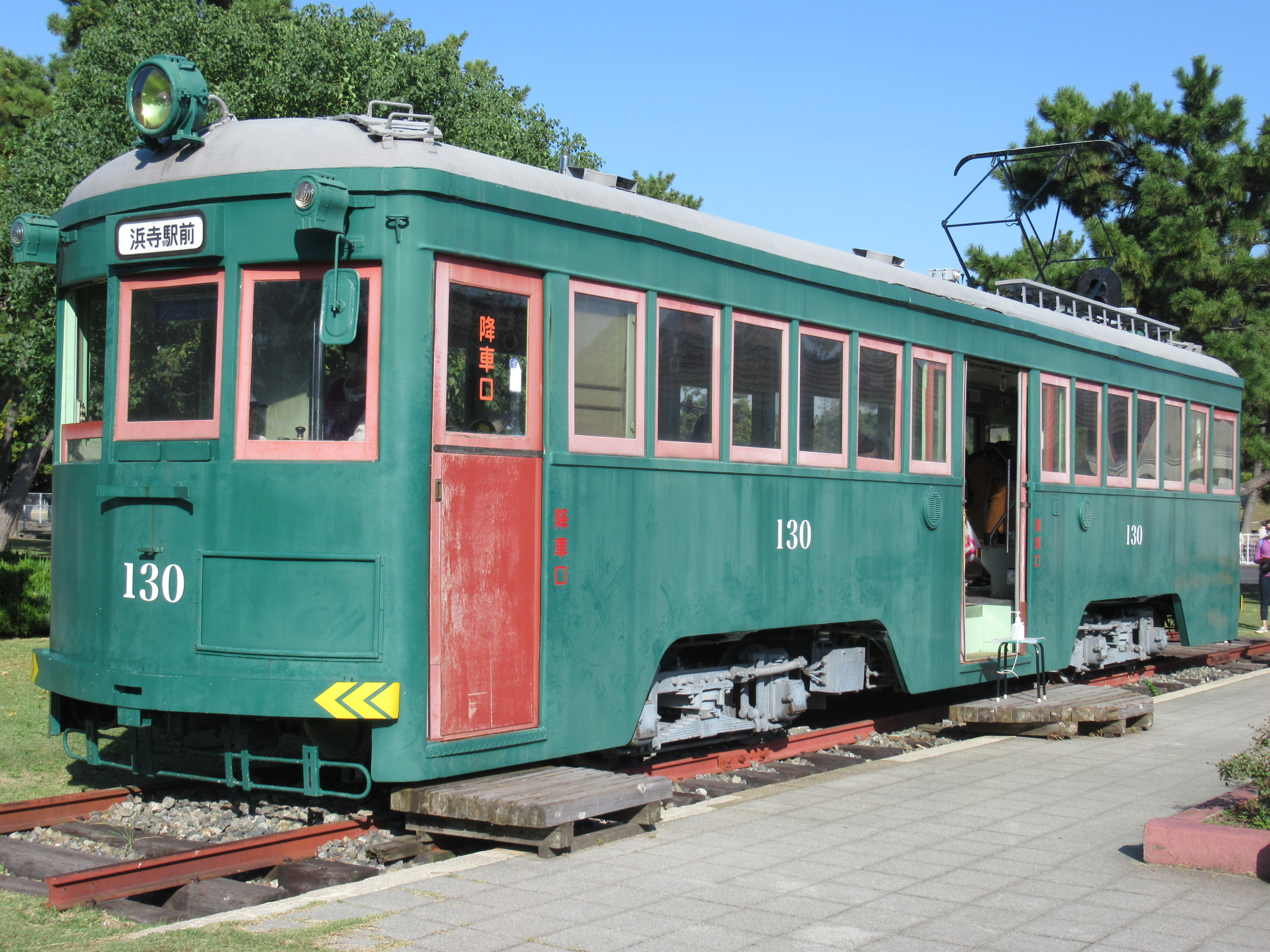
浜寺公園の130保存車

### 営業機器の提供先
- モ122→モ601
- モ123→モ607
- モ124→モ602
- モ125→モ604
- モ126→モ603
- モ127→モ605
- モ129→モ606

## 事故廃車
1991年3月23日に車庫内でモ128が原因不明の火事により焼失し、そのまま廃車となった。